# (2102) Tantale
Pour les articles homonymes, voir Tantale et 2102.
(2102) Tantale (officiellement (2102) Tantalus) est un astéroïde Apollo potentiellement dangereux découvert par Charles T. Kowal le 27 décembre 1975. Il a été ainsi baptisé en référence au roi grec Tantale.